# Loxofidonia cingala
Loxofidonia cingala är en fjärilsart som beskrevs av Moore 1887. Loxofidonia cingala ingår i släktet Loxofidonia och familjen mätare. Inga underarter finns listade i Catalogue of Life.